# 碧霞元君护世弘济妙经
碧霞元君护世弘济妙经，本经是有关碧霞元君非常重要的两大经典之一。碧霞元君是中国明清时期道教的重要女神，其道场是山东省的泰安市的五岳之尊的东岳泰山，尊称为“东岳泰山天仙玉女碧霞元君”，本经的全称是《太上老君说天仙玉女碧霞元君护世弘济妙经》，它是发现在泰山灵应宫的铜钟上经文。本经主要讲的是太上老君在与王屋洞天，于永寿二年三月初三日，讲法的主要内容。现在，《碧霞元君护世弘济妙经》其写作时间被推测为明初至嘉靖二十七年(1548)。

## 概论
- 关于碧霞元君的圣诞，《碧霞元君护世弘济妙经》记载为“孟夏十八，化身母前”。
- 关于碧霞元君的封号，《碧霞元君护世弘济妙经》言“受敕天仙玉女碧霞护世弘济真人”、“天仙玉女广灵慈惠恭顺溥济保生真人护国庇民弘德碧霞元君”。
- 关于碧霞元君的职司，《碧霞元君护世弘济妙经》云:“永镇泰山，助国裕民，济厄救险，赏功伐罪”、“统岳府之神兵,掌人间之善恶。巡声赴感，护国安民”。[5]

## 内容
该经主要讲述了碧霞元君之来历、职司、诵经功德以及辅忠助孝、善恶果报之理。《经》托言“太上老君”所说，“天仙玉女碧霞元君”是泰山女神封号，“护世弘济”是《经》之主旨。篇首载太上老君在王屋洞天大会说法，元君径诣道前，自述来历、职司，询问血湖等狱女魂罪苦、有入无出之原由。老君详告岱岳之狱、酆都诸狱、血湖等狱业缘报之别，尤其女人坐褥之时触犯神祇恶咎重若泰山。元君拜求老君“悯念忧苦,愿赐经怜”，欲追先祖，虔修善功，请道士诵此经即可消罪获福。若求子嗣，为寿为灾为官为讼为妖，心祷昧告，无不感应。印造散施、诚心供奉此经，亦可如求如愿。中间有神咒四言117字。其后，老君又说元君巡察善恶，考校轻重，福善罚恶之期。最后，太上老君说天仙宝号，言元君来历、职司、功德和封号。